# Ancho
Ancho är ett bergspass i Antarktis. Det ligger i Sydshetlandsöarna. Argentina, Chile och Storbritannien gör anspråk på området.
Terrängen runt Ancho är huvudsakligen platt, men söderut är den kuperad. Havet är nära Ancho norrut. Trakten är obefolkad. Det finns inga samhällen i närheten. 